# اندی نایمن
اندی نایمن (انگلیسی: Andy Nyman؛ زادهٔ ۱۳ آوریل ۱۹۶۶) صداپیشه و بازیگر اهل انگلستان است.
از فیلم‌ها یا برنامه‌های تلویزیونی که وی در آن نقش داشته‌است، می‌توان به زن سیاه‌پوش، مرگ سیاه، مرگ در تشییع جنازه، برادران بلوم، کیک-اس ۲، مجرم، مینیون‌ها، پیکی بلایندرز، جنگ ستارگان: آخرین جدای، جودی، بازی کرد، پنج بچه و آن و مسافر همیشگی اشاره کرد.